# Рутковський Володимир Іванович
Володимир Іванович Рутковський (? — 1974) — радянський діяч, відповідальний секретар Ізюмського окружного комітету КП(б)У.

## Життєпис
Член РКП(б) з 1918 року.
У 1920—1921 роках — голова Валківського повітового комітету КП(б)У Харківської губернії.
У 1925 — листопаді 1928 року — відповідальний секретар Ізюмського окружного комітету КП(б)У.
У листопаді 1928 — 1929 року — завідувач організаційного відділу Кам'янець-Подільського окружного комітету КП(б)У.
Подальша доля невідома.